# 堤亞高·利安高
堤亞高·迪利安高（葡萄牙語：Tiago de Leonço，1992年11月11日—），生於巴西新漢堡，巴西足球運動員，司職前鋒，現時效力日乙球會千葉市原。

## 球員生涯
利安高生於巴西新漢堡。2013年8月20日，他外流到葡萄牙並與葡萄牙甲組聯賽球會辛達卡拉簽約至2014年7月1日。完約後回復自由身，直到2015年2月2日，他轉會至同組別聯賽球會歷索斯。在2015/16球季，他加盟同組別球會法倫斯。但是，他的合約在2016年1月19日就被球會解約。2016年2月1日，他與丹麥甲組聯賽球會雲德斯素簽約並在各項賽事上陣40場錄得20球。2017年7月31日，他加盟同組別球會AEL利馬素並在各項賽事上陣11場錄得4球。他在2018年1月11日加盟由中超球會廣州富力出資及組建的港超聯球會R&F富力，並於1月20日主場對陽光元朗的聯賽，首度為富力上陣，結果協助富力以2–1勝出。其後，利安高在2月3日對夢想FC的聯賽即錄得加盟後首個入球，並梅開二度，結果協助富力以3–0勝出。
2020年9月加盟中甲球會北京人和。
2021年3月8日加盟中超球會廣州城。
2022年3月加盟日乙球会千叶市原。

## 外部連結
- 香港足球總會網頁球員註冊資料 （页面存档备份，存于）